# Félix Córdova Dávila

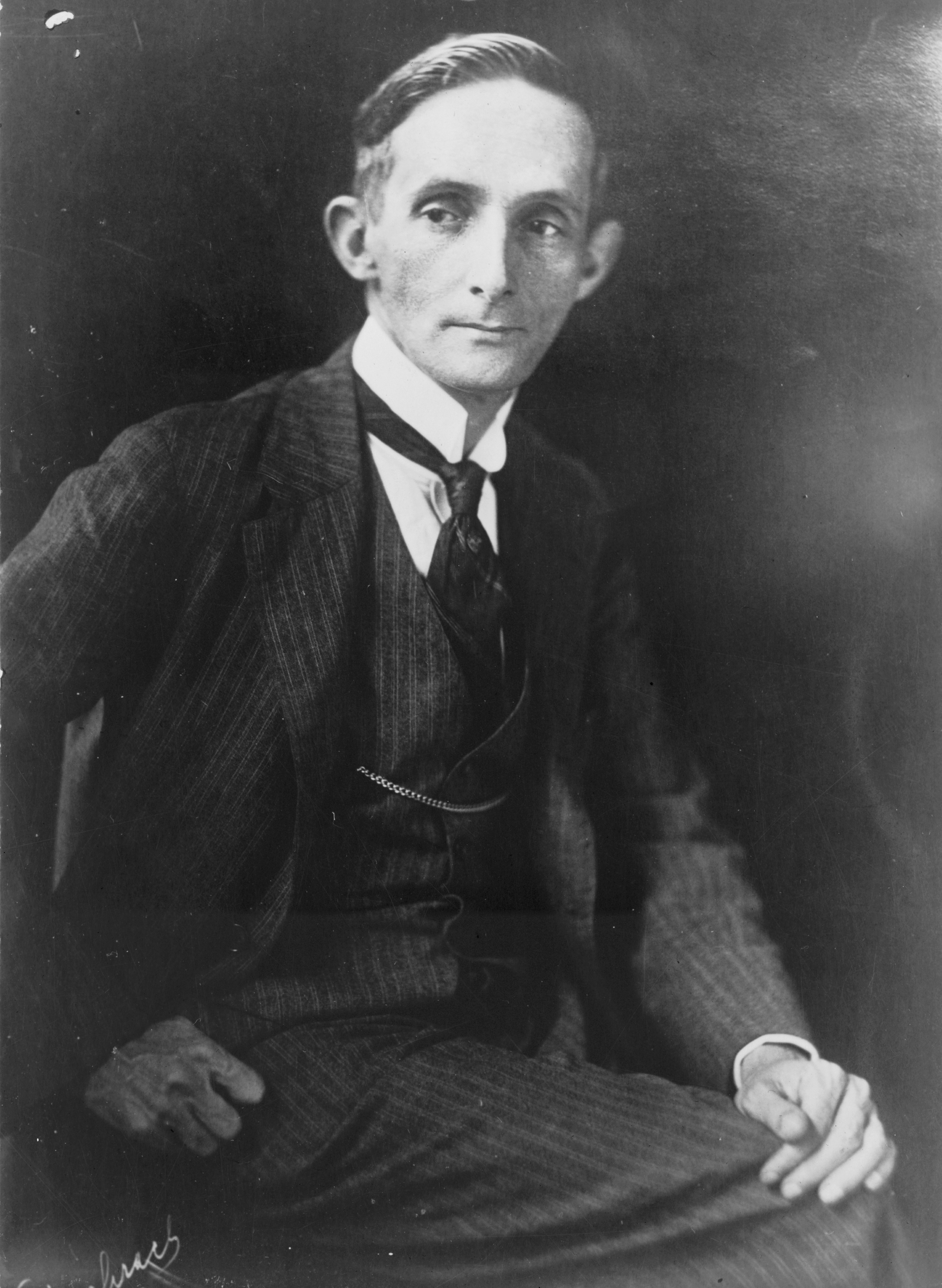
Félix Córdova Dávila

Félix Lope María Córdova Dávila (* 20. November 1878 in Vega Baja; † 3. Dezember 1938 in Condado) war ein puerto-ricanischer Politiker. Zwischen 1917 und 1932 vertrat er Puerto Rico als Delegierter (Resident Commissioner) im Repräsentantenhaus der Vereinigten Staaten.

## Werdegang
Félix Córdova Dávila besuchte die öffentlichen Schulen in Manatí. Nach einem anschließenden Jurastudium an der National University Law School in Washington, D.C. und seiner 1903 erfolgten Zulassung als Rechtsanwalt begann er in San Juan in diesem Beruf zu arbeiten. Zwischen 1904 und 1917 war er an verschiedenen Gerichten in Puerto Rico als Richter tätig. Im Jahr 1908 fungierte er für einige Zeit als Staatsanwalt in Aguadilla. Politisch gehörte er der Unión de Puerto Rico an.
Am 16. Juli 1917 wurde Córdova Dávila als nicht stimmberechtigter Delegierter in das US-Repräsentantenhaus in Washington gewählt, wo er am 7. August 1917 die Nachfolge von Luis Muñoz Rivera antrat. Nach drei Wiederwahlen konnte er dieses Mandat bis zu seinem Rücktritt am 11. April 1932 ausüben. Sein Rücktritt erfolgte nach seiner Berufung zum Richter am Obersten Gerichtshof von Puerto Rico, dem Tribunal Supremo. Dieses Amt bekleidete er bis zu seinem Tod am 3. Dezember 1938. Sein Sohn Jorge Luis Córdova wurde ebenfalls Resident Commissioner.